# Roma Open 2011
Il Roma Open 2011 è stato un torneo professionistico di tennis maschile giocato sulla terra rossa. È stata la 3ª edizione del torneo, che fa parte dell'ATP Challenger Tour nell'ambito dell'ATP Challenger Tour 2011. Si è giocato a Roma in Italia dal 2 all'8 maggio 2011.

## Partecipanti

### Teste di serie
| Nazionalità | Giocatore       | Ranking* | Testa di serie |
| ----------- | --------------- | -------- | -------------- |
| Germania    | Tobias Kamke    | 78       | 1              |
| Germania    | Julian Reister  | 94       | 2              |
| Germania    | Miša Zverev     | 99       | 3              |
| Germania    | Andreas Beck    | 110      | 4              |
| Francia     | Benoît Paire    | 112      | 5              |
| Germania    | Björn Phau      | 115      | 6              |
| Paesi Bassi | Thomas Schoorel | 117      | 7              |
| Lussemburgo | Gilles Müller   | 119      | 8              |

- Ranking al 25 aprile 2011.

### Altri partecipanti
Giocatori che hanno ricevuto una wild card:
- Simone Bolelli
- Nicolás Massú
- Matteo Trevisan
- Simone Vagnozzi

Giocatori che sono passati dalle qualificazioni:
- Andrea Arnaboldi
- Pablo Carreño Busta
- Juan Sebastián Cabal
- Carlos Salamanca

## Campioni

### Singolare
Simone Bolelli ha battuto in finale  Eduardo Schwank con il punteggio di 2–6, 6–1, 6–3

### Doppio
Juan Sebastián Cabal /  Robert Farah hanno battuto in finale  Santiago González /  Travis Rettenmaier con il punteggio di 2–6, 6–3, [11–9]